# Hussein Onn
Pour les articles homonymes, voir Onn (homonymie).
Hussein Onn, né le 12 février 1922 à Johor Bahru et mort le 29 mai 1990, est le troisième Premier ministre de Malaisie (1976 - 1981) .